# ヘルマン・エルナンデス・アモレス

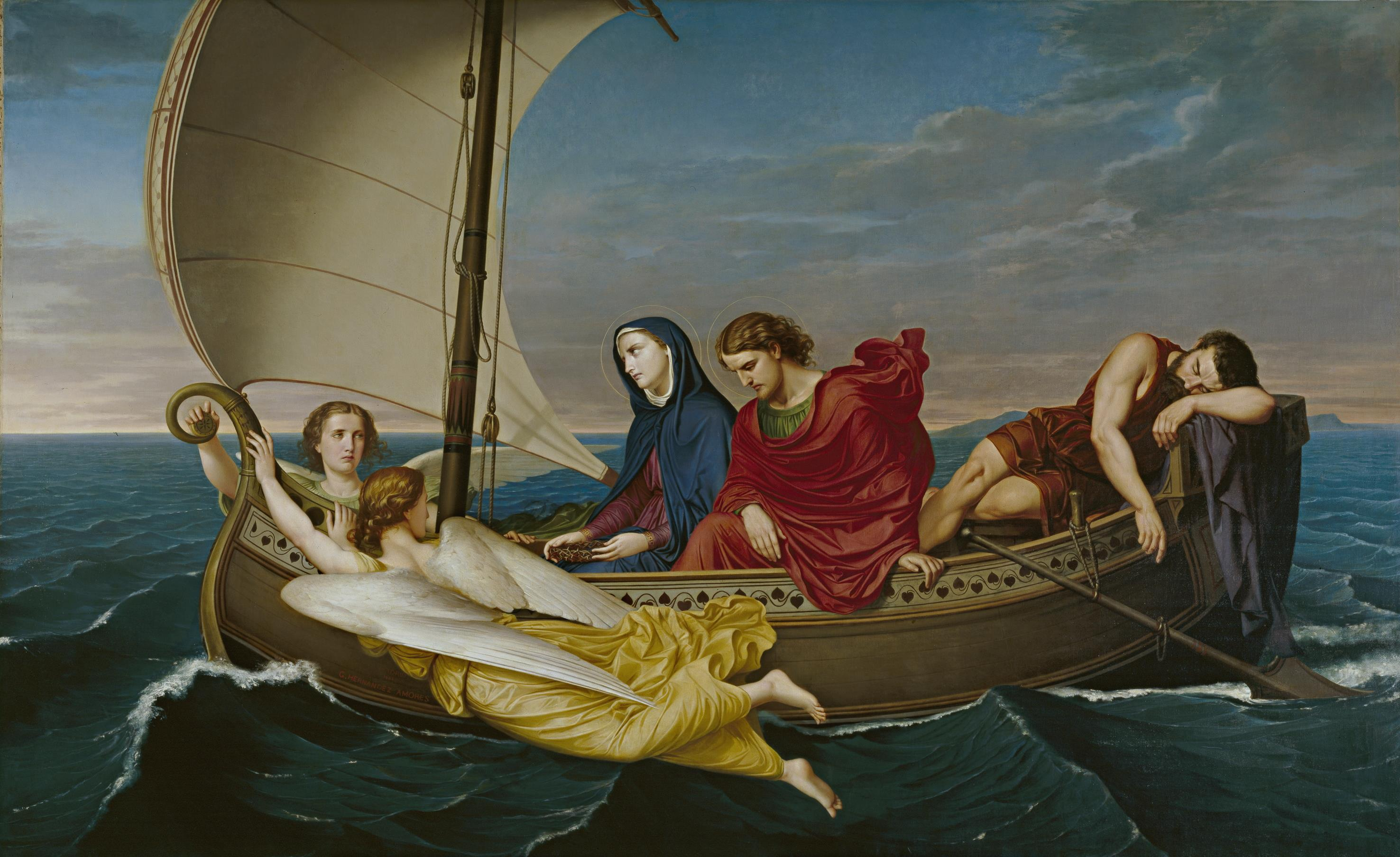
エルナンデス・アモレス作「キリストの死後エフェソスに移る聖母と聖ヨハネ」(1862)、プラド美術館

ヘルマン・エルナンデス・アモレス（Germán Hernández Amores、1823年6月10日 - 1894年5月16日）は、スペインの画家である。聖書や神話などに題材を得た作品や肖像画を描いた。

## 略歴
スペイン南東部のムルシアで生まれた。弟のヴィクトル・エルナンデス・アモレス（Víctor Hernández Amores: 1827-1901）も画家になった。ムルシアの国民経済協会（Sociedad Económica de Amigos del país）の学校で、イタリア生まれの彫刻家、サンチャゴ・バリエット（Santiago Baglietto:1781-1853）に美術を学んだ後、マドリードの王立サン・フェルナンド美術アカデミーに入学し、ホセ・デ・マドラーソやフェデリコ・デ・マドラーソに学んだ。
宗教財団(Consejo y Comisaría de Cruzada)の奨学金を得て、1851年にパリに出て、2年間、シャルル・グレールのもとで修行した後、ローマにスペイン政府が作った美術学校(Academia de España en Roma)に留学し1857年まで滞在した。ローマでナザレ派のドイツ人芸術家たちと知り合い影響を受けた。
1858年にスペイン全国展で2等のメダルを受賞し、1862年には1等のメダルを受賞した。1892年までスペイン全国展に出展したがその後入賞することはなかった。
高等絵画学校(Escuela Superior de Pintura)の教授も務め、1892年に王立サン・フェルナンド美術アカデミーの会員に選ばれた。聖書などに題材を得た作品を描いた。
ムルシアで亡くなった。

## 作品

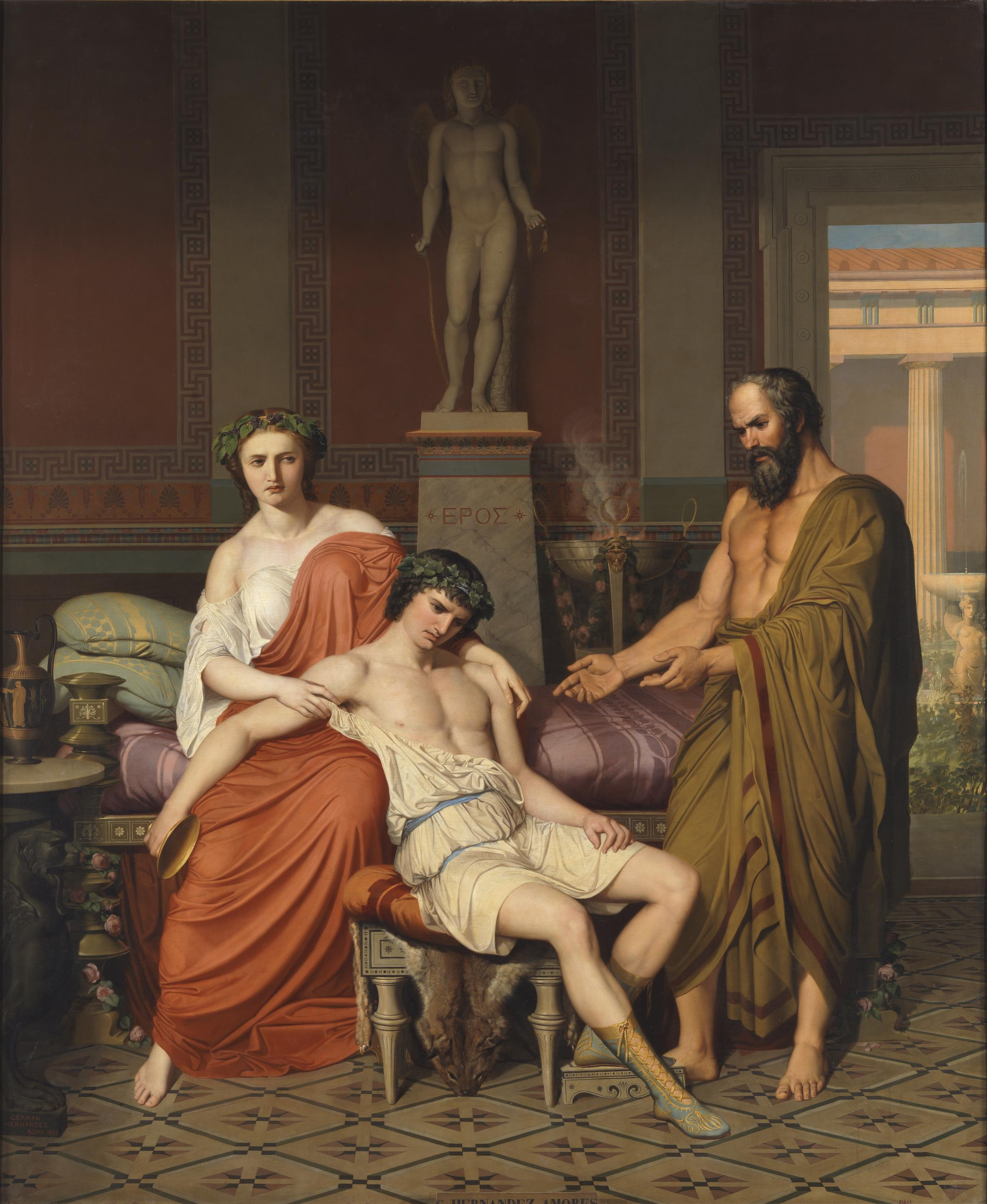
娼館でアルキビアデスを叱るソクラテス (1857) プラド美術館
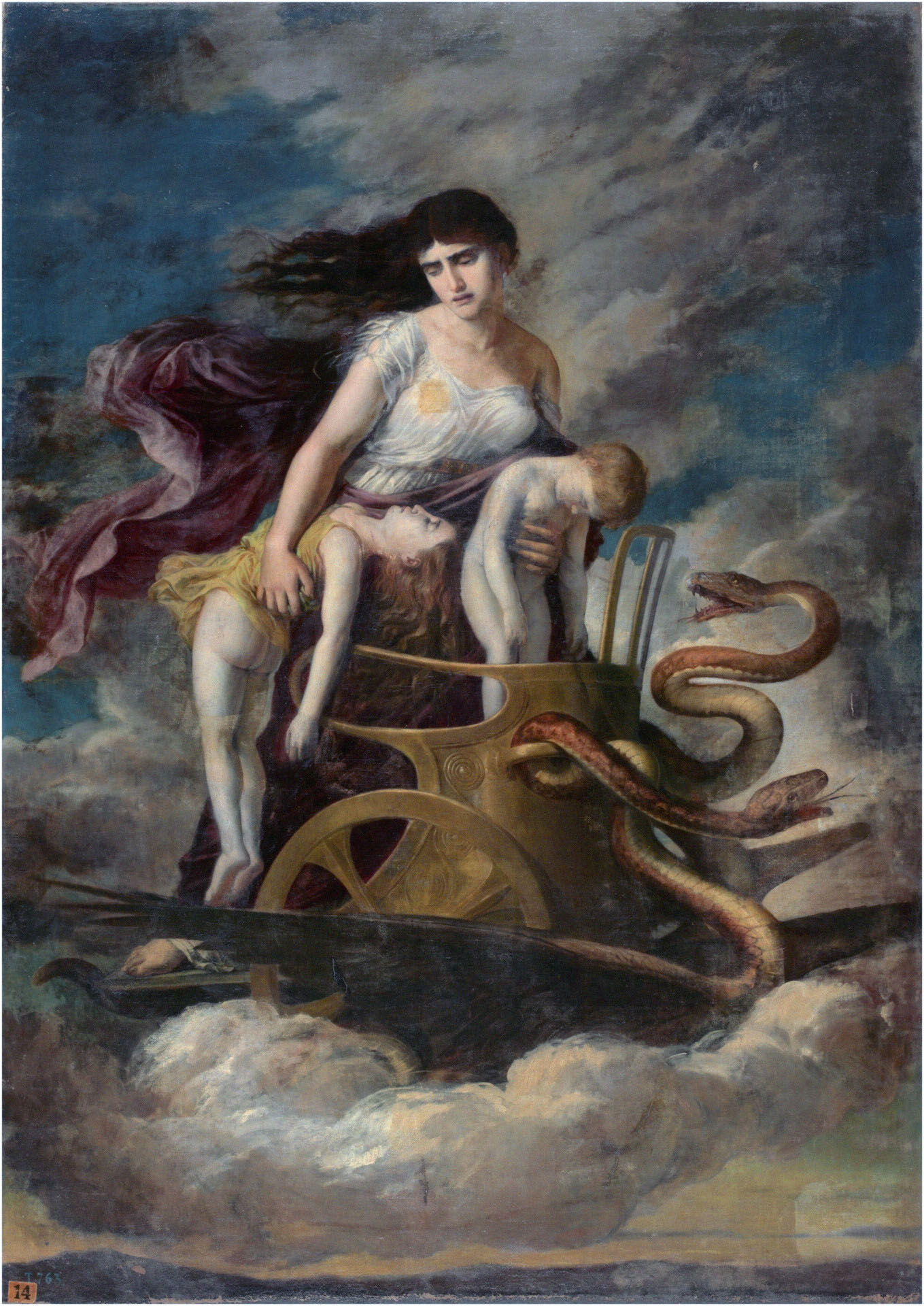
『子を殺し、戦車に乗って逃げるメーデイア』（1887） プラド美術館
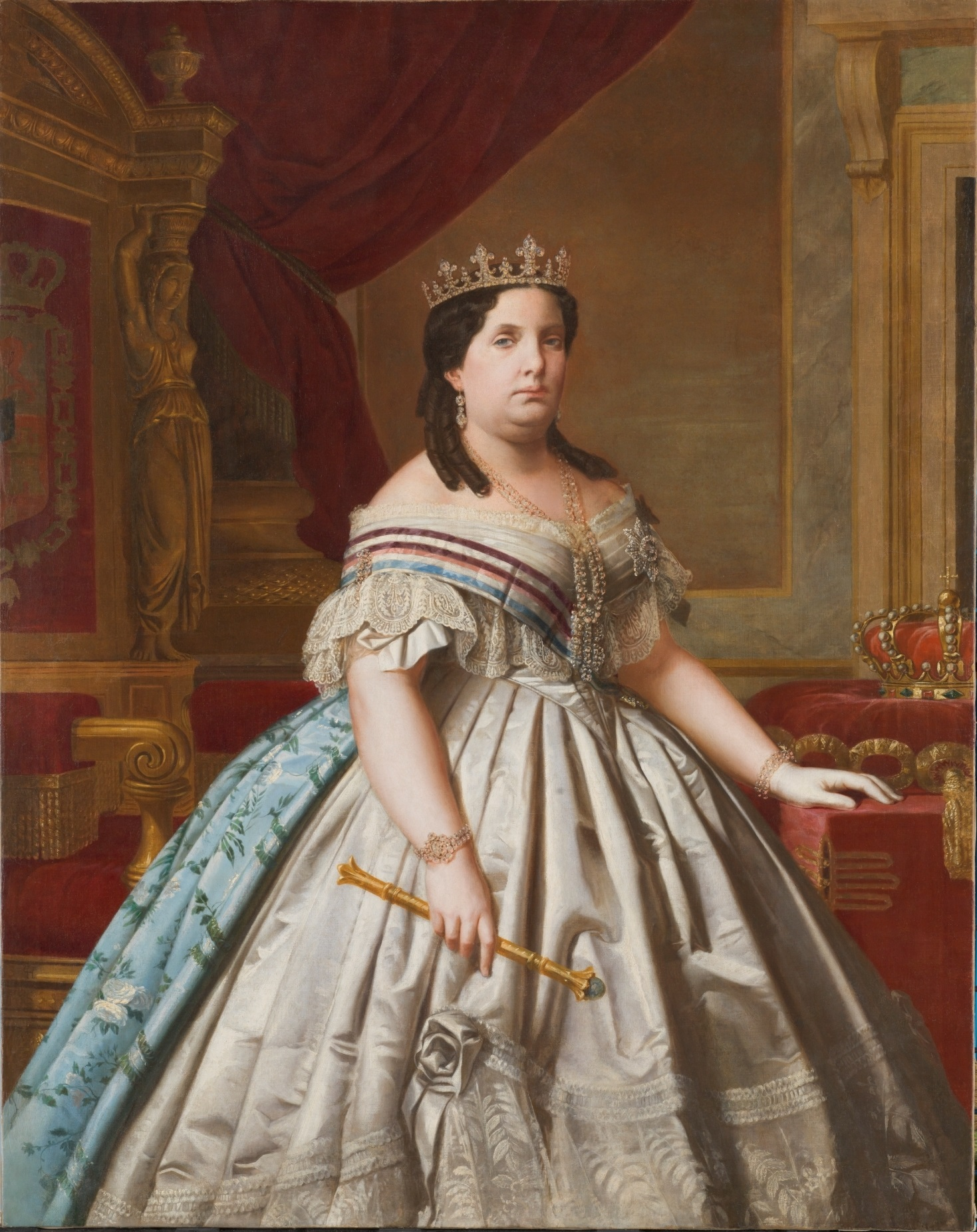
イサベル2世 (c.1860) プラド美術館